# 다이안 미조타
다이앤 미조타(Diane Mizota, 1973년 9월 9일 ~ )는 미국의 배우이다. 로스앤젤레스에서 태어났다.

## 출연 작품

### 영화
- 게이샤의 추억 (2005년) - 유키모토 찻집 게이샤 / 봄 축제 무용가 역
- 오스틴 파워: 골드멤버 (2002년)
- 임포스터 (2001년)
- 뷰티풀 (2000년)
- 애니 (1999)
- 부기 나이트 (1997)

### 텔레비전
- CSI - 마이애미 (2002년)